# Simon van der Stel
Simon van der Stel (14 octobre 1639 - 24 juin 1712) était un haut fonctionnaire néerlandais de la Compagnie néerlandaise des Indes orientales, qui fut d'abord commandeur de la ville du Cap puis le premier gouverneur de la colonie néerlandaise du Cap en Afrique du Sud. Il est considéré comme le fondateur de l'industrie viticole en Afrique du Sud. 

## Biographie
Simon van der Stel est né à l'île Maurice, où son père Adriaen van der Stel fut gouverneur pour le compte de la Compagnie néerlandaise des Indes orientales entre 1639 et 1645. Sa mère est Maria Lievens, d'origine malaise. 
Simon van der Stel a été nommé commandeur du Cap en 1679 par la Compagnie néerlandaise des Indes orientales, année où la deuxième ville coloniale d'Afrique du Sud fut fondée et baptisée Stellenbosch (le bush de van der Stel) en son honneur.
À cette époque, le domaine qu'il doit gérer s'étend de Muizenberg sur l'Océan Indien aux montagnes de Steenberg et de Wynberg. Il va transformer toute la région en concédant des terres aux colons néerlandais boers afin de développer les cultures et notamment des vins de qualité sur les terres riches en alluvion. Il fera également planter plus de huit mille arbres.  

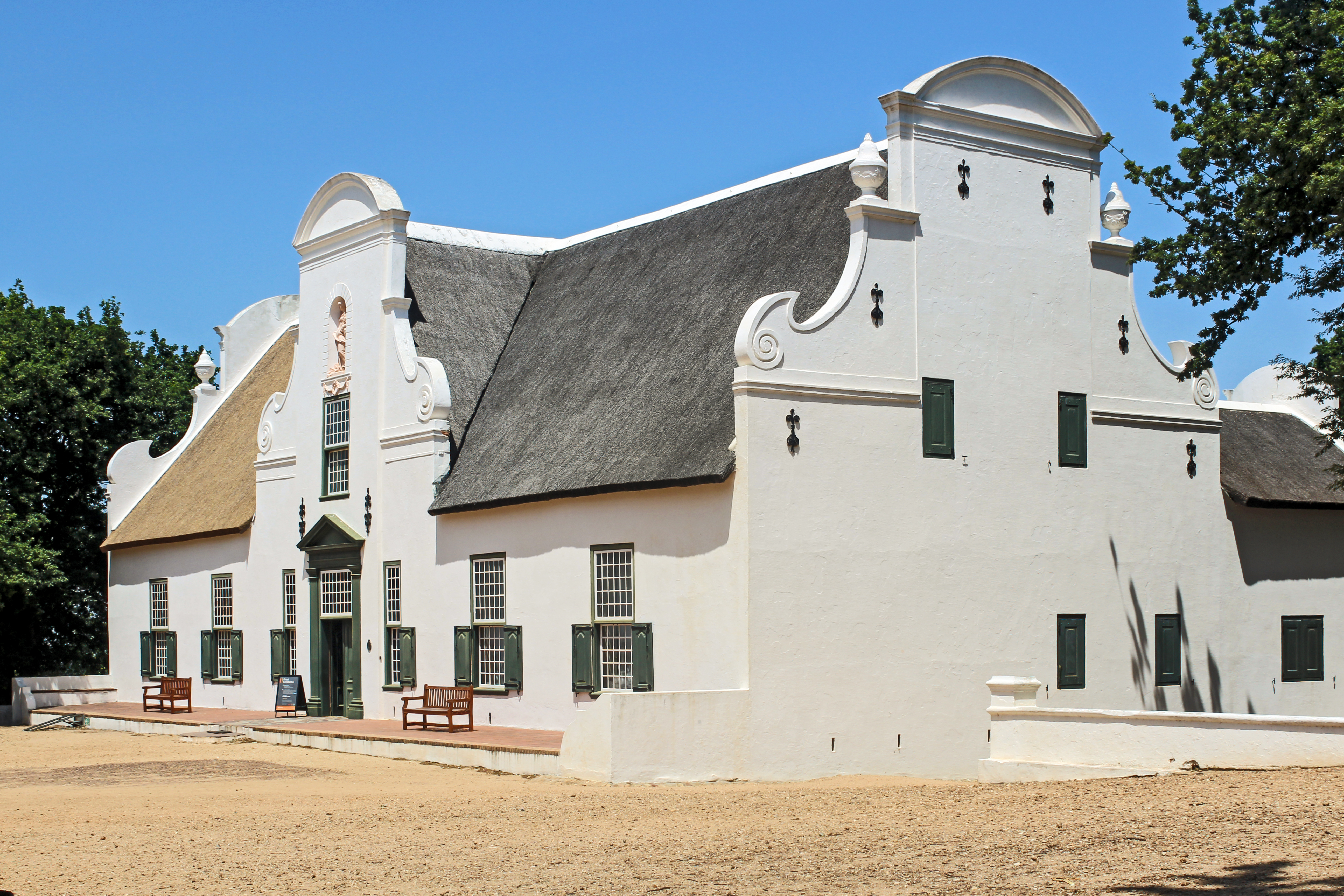
Groot Constantia

En 1685, il fait ériger, dans les environs du Cap, le domaine de Groot Constantia (baptisé en l'honneur de sa femme Constance) dans le style architectural néerlandais du Cap. Les nombreuses propriétés qui seront construites dans la région seront construites selon les mêmes normes esthétiques.
En 1688, il concède des terres dans la vallée d'Olifantshoek aux quelque 200 huguenots français débarqués au Cap à la suite de la révocation de l'édit de Nantes par Louis XIV.
Il fait explorer la péninsule du Cap et fait baptiser « Simon's Bay » un port naturel dans la baie de False. 
En 1691, il devient gouverneur de la toute nouvelle et officielle colonie du Cap. 
En 1693, une route est construite reliant Constantia Nek à Hout Bay. 
Il fait construire un hôpital au Cap en 1697 capable d'accueillir 225 personnes, tout près des jardins de la compagnie au centre de la ville. 
Simon van der Stel prend sa retraite en 1699 dans sa propriété viticole de Groot Constantia. C'est son fils Willem Adriaen van der Stel qui lui succède au poste de gouverneur.
Simon van der Stel est mort à Groot Constantia en 1712. 
La ville de Simon's Town fut baptisée en son honneur.

## Documents multimédias
- (af) Film sud-africain sur Le Cap sous Simon van der Stel